# Orin C. Smith
Orin C. Smith (1942 - 2 de março de 2018) foi um presidente e CEO da Starbucks Corporation de 2000 até 2005. Em 2006, Orin Smith se torna um dos diretores da  The Walt Disney Company.